# Klan Buchanan
Klan Buchanan (gael. Cononach) – szkocki klan góralski zamieszkały na wschodnim brzegu Loch Lomond.
Według tradycji pochodzą od Anselana O`Kyana, syna króla Ulsteru który osiadł w Argyll w 1016 r.
Historycznym założycielem rodu i klanu był sir Absalon of Buchanan, który otrzymał nadanie dóbr Buchanan nad Loch Lomond od hrabiów Lennox w 1225 r.
W czasie wojen o niepodległóść Szkocji Buchananowie wspierali Roberta Bruce`a. W konfliktach klanowych najczęściej wojowali z sąsiednim klanem Maclarenów.
Brali udział w powstaniach szkockich po stronie jakobitów.
klan dzieli się na pięć linii:
- Buchanan of Arnprior,
- Buchanan of Auchmar,
- Buchanan of Carbeth,
- Buchanan of Leny,
- Buchanan of Spital